# アン・シュルギン
アン・シュルギン（Ann Shulgin、1931年3月22日 - 2022年7月9日）は、アメリカの作家で化学者アレクサンダー・サーシャ・シュルギンの未亡人である。
旧姓ローラ・アン・ゴットリーブ (Laura Ann Gotlieb) は、ニュージーランドのウェリントンに生誕し、イタリアにある都市トリエステの外側にあるオピチーナ村にて成長した。第二次世界大戦の以前には、彼女の父がこの地で6年間にわたりアメリカ合衆国の領事であった。子供時代の後半はアメリカ、キューバ、カナダに住んでいた。彼女は芸術を学び芸術家となり、別の芸術家と結婚し、子供を持ちそして離婚した。さらに2度結婚し、離婚し、さらに3人の子供をもうけていた。それから医療速記官として仕事に従事し、1978年に幻覚剤を生み出し探求していたサーシャ・シュルギンに出会い、そして1981年7月4日、休日の裏庭での行楽の最中、サプライズの式によって結婚した。
MDMA（や2C-B）のような幻覚剤がまだ合法であったときに、これらを用いた心理療法家であった。彼女の著作では、ユング派精神分析の観点、同様に催眠療法との併用において、これらの薬物の可能性を強調している。様々な会議にてよく講演しており、治療的な文脈での幻覚剤の使用を主張している。
夫と共に PiHKAL と TiHKAL を執筆し、また『エロスに向かうタナトス―サイケデリック探求の35年』（Thanatos to Eros: 35 Years of Psychedelic Exploration）や、『エンセオジェンと未来の宗教』（Entheogens and the Future of Religion）、『エクスタシー完全ガイド』（Ecstasy: The Complete Guide）、『明かされた秘密の監督』（The Secret Chief Revealed）、『高次元の知恵―幻覚剤の継続する影響を探索する高位の長老』（Higher Wisdom: Eminent Elders Explore the Continuing Impact of Psychedelics）、『現れる精神―科学、医学、セックス、スピリチュアリティにおける幻覚剤の評価』（Manifesting Minds: A Review of Psychedelics in Science, Medicine, Sex, and Spirituality、以上いずれも日本語未訳）に寄稿している。

## 著作
- "Tribute to Jacob". In The Secret Chief: Conversations With a Pioneer of the Underground Psychedelic Therapy Movement by Myron J. Stolaroff, Charlotte, NC: Multidisciplinary Association for Psychedelic Studies, 1997. ISBN 0-9660019-1-5.
- with Alexander Shulgin. "A New Vocabulary". In Robert Forte (ed.), Entheogens and the Future of Religion, Berkeley: Council on Spiritual Practices, 1997. ISBN 1-889725-01-3.
- Alexander Shulgin との共著. TiHKAL: The Continuation. Berkeley: Transform Press, 1997. ISBN 0-9630096-9-9.
- Alexander Shulgin との共著. PiHKAL: A Chemical Love Story. Berkeley: Transform Press, 1991. ISBN 0-9630096-0-5.